# Frida Åhström
Frida Ultima Åhström (tidigare Jungbeck), född 24 oktober 1869 i Göteborgs garnisonsförsamling, Göteborg, död 2 september 1949 i Högalids församling, Stockholm, var en svensk kompositör, musiklärare, pianist och organist.

## Biografi
Frida Ultima Jungbeck föddes 24 oktober 1869 i Göteborgs garnisonsförsamling, Göteborg. Hon var dotter till fanjunkaren Rasmus Jungbeck och Carolina Eleonora Petersson. Från och med 1883 var familjen skriven på kvarter 62–63, 12:e roten i Göteborgs Kristine församling. År 1885 flyttade familjen till kvarter 24D, 15:e roten i Göteborgs domkyrkoförsamling. Hon tog organistexamen höstterminen 1892 och kyrkosångareexamen höstterminen 1893. År 1894 beviljades hon av Kunglig Majestät att arbeta som klockare och organist i Göteborgs stift och Lunds stift. Åren 1894–1895 undervisade hon i musik och sång vid på Folkskoleseminariet i Umeå.
Jungbeck flyttade 1902 till Falkenberg och arbetade där som vikarierande organist. År 1904 sökte hon tjänsten som klockare, kantor och organist i Laholms församling. Hon gifte sig 2 maj 1906 i Falkenberg med sjökaptenen Carl August Åhström. De fick tillsammans dottern Inga-Lill Åhström (1908–1991). År 1912 flyttade de till Vasa församling, Göteborg. Hon skiljde sig från sin man den 19 mars 1913. År 1940 arbetade hon som organist på Östra kyrkogårdens kapell. Hon avled 2 september 1949 i Högalids församling, Stockholm. Åhström är begravd på Östra kyrkogården i Göteborg.

## Musikverk

### Piano
- Bruna ögon, vals. Utgiven 1897 på Gehrmans musikförlag, Stockholm.[22]

- Livslust,  polka. Utgiven 1898 på Gehrmans musikförlag, Stockholm.[23]

- Elly, mazurka. Tillägnad Damernas musikblad. Utgiven 1902 i Damernas musikblad.[24]

### Piano och violin
- Buona notte, serenad. Utgiven 1899 på Elkan & Schildknecht, Stockholm.[25]

## Konserter
- Lördagen den 21 september 1895 - Kyrkokonsert i Christinae kyrka, Alingsås av Frida Jungbeck, Anna Skog och Ernst Rådlund.[26]

- Söndagen den 5 september 1897 - "Matiné" i Konsertsalong, Trädgårdsföreningen, Göteborg av Oscar Lomberg. Frida Jungbeck medverkade som ackompanjatör på piano till sångarna Oscar Lomberg och Otto Edberg.[27]

- Söndagen den 21 november 1897 - Fest på Realläroverket, Göteborg som anordnades av Logen Svithiod, Nationalgodtemplarorden. På konserten medverkade bland annat Frida Jungbeck, Therèse Margadant, Jenny Widgren-Norrby, Ida Berggren, Eugen Ståhlgren, Otto Edberg och Svenska nationalkören under ledning av August Norrby.[28]

- Lördagen den 27 november 1897 - Konsert på Handelsinstitutet, Göteborg av violinisten Emil Römer och pianisten Frida Jungbeck. De framförde tillsammans violinkonsert op. 16 av Beethoven, Chaconne av Bach och Violinkonsert i e-moll av Mendelssohn.[29]

- 27 januari 1901 - Konsert i S:t Johanneskyrkan, Göteborg av Axeline Mraz. På den konserten medverkade även Mathilda Bohle, Frida Jungbeck och organist Fredrik Hjort med flera.[30]

- Fredagen den 3 februari 1905 - Konsert på Föreningshuset Harlinge av violinisterna Enoc A. Arvidsson och Herbert Br. Dalberg samt pianisten Frida Jungbeck.[31]